# Нашашиби
Ан-Нашашиби (араб. النشاشيبي‎) — известная и влиятельная арабская семья из Иерусалима.
Многие её члены занимали и занимают руководящие посты в городе.

## Известные представители
- Рагиб ан-Нашашиби — мэр города Иерусалим с 1920 по 1934 год.
- Муфид Нашашиби — основатель Национальной освободительной лиги Палестины[1].
- Розалинд Нашашиби — актриса. Первая женщина, которая получила награждение «Beck's Futures»[2].
- Шариф Хикмат Нашашиби — сооснователь и председатель организации Arab Media Watch[3].